# Episodi de I Soprano (seconda stagione)
La seconda stagione della serie televisiva I Soprano è andata in onda negli Stati Uniti d'America dal 16 gennaio al 9 aprile 2000 sulla rete HBO.
In Italia è stata trasmessa su Canale 5 dal 18 luglio al 22 agosto 2002.
| nº | Titolo originale                       | Titolo italiano             | Prima TV USA     | Prima TV Italia |
| -- | -------------------------------------- | --------------------------- | ---------------- | --------------- |
| 1  | Guy Walks into a Psychiatrist's Office | Riunione di famiglia        | 16 gennaio 2000  | 18 luglio 2002  |
| 2  | Do Not Resuscitate                     | La scarcerazione            | 23 gennaio 2000  | 18 luglio 2002  |
| 3  | Toodle Fucking-Oo                      | Il ritorno di Richie Aprile | 30 gennaio 2000  | 25 luglio 2002  |
| 4  | Commendatori                           | Viaggio a Napoli            | 6 febbraio 2000  | 25 luglio 2002  |
| 5  | Big Girls Don't Cry                    | I sogni son desideri        | 13 febbraio 2000 | 1º agosto 2002  |
| 6  | The Happy Wanderer                     | Giocatori accaniti          | 20 febbraio 2000 | 1º agosto 2002  |
| 7  | D-Girl                                 | Rabbia e rimorso            | 27 febbraio 2000 | 2 agosto 2002   |
| 8  | Full Leather Jacket                    | L'agguato                   | 5 marzo 2000     | 8 agosto 2002   |
| 9  | From Where to Eternity                 | Incubi d'inferno            | 12 marzo 2000    | 8 agosto 2002   |
| 10 | Bust Out                               | Passione incontrollabile    | 19 marzo 2000    | 15 agosto 2002  |
| 11 | House Arrest                           | Cocaina                     | 26 marzo 2000    | 15 agosto 2002  |
| 12 | Knight in White Satin Armor            | Amore e pallottole          | 2 aprile 2000    | 22 agosto 2002  |
| 13 | Funhouse                               | L'ultima tequila            | 9 aprile 2000    | 22 agosto 2002  |

## Riunione di famiglia

Momento dell'episodio

- Titolo originale: Guy Walks into a Psychiatrist's Office
- Diretto da: Allen Coulter
- Scritto da: Jason Cahill

### Trama
L'episodio ha luogo mesi dopo l'esecuzione di Mikey Palmice e il ricovero in ospedale di Livia Soprano. Tony ha assunto il controllo della Famiglia DiMeo. Nel frattempo Pussy ritorna improvvisamente come è svanito. Junior è in prigione mentre Livia si sta ancora riprendendo dall'infortunio. 
La dott.ssa Melfi è diventata latitante su ordine di Tony che teme per la sua incolumità: nel frattempo entra in scena Janice, la sorella di Tony, che si stabilisce a vivere a casa del fratello, anche se non proprio in maniera disinteressata.
Mentre Christopher inaugura la sua attività di broker finanziario senza mezze misure, Tony comincia ad avere delle crisi derivanti dai farmaci che continua ad assumere, che gli costeranno anche un incidente in macchina; il boss torna a rivolgersi alla dottoressa Jennifer Melfi, ma tra i due i rapporti non sembrano più essere idilliaci.

## La scarcerazione
- Titolo originale: Do Not Resuscitate
- Diretto da: Martin Bruestle
- Scritto da: Robin Green, Mitchell Burgess e Frank Renzulli

### Trama
L'amministratore della "Massarone Brothers Costruction" chiede a Tony di aiutarlo con i neri del sindacato, che continuano a picchettare la fabbrica guidati dal reverendo Hermann James Junior. Il contrasto si risolverà con un pestaggio fittizio tra neri e italiani, servito a giustificare il tacito accordo tra il reverendo e Tony.
Junior ottiene gli arresti domiciliari e si potrà incontrare col nipote nello studio del dottor Monty, dove si reca per le visite mediche. Coglie così l'occasione per chiedere a Tony di sistemare Frederick Capuano, il direttore della casa di riposo "GreenGrove", accusato di aver messo in giro strane voci sui Soprano.
Janice decide che andrà a vivere con sua madre nella sua vecchia casa, convince inoltre Tony a firmare un documento che ne impedirà la rianimazione in caso di un nuovo arresto. Livia preoccupata, chiama Carmela per dirle che, quando morirà, i suoi soldi dovranno andare ai bambini.
- Altri interpreti: Lillo Brancato, Bill Cobbs, Robert Desiderio, John Fiore, Louis Lombardi, Richard Portnow

## Il ritorno di Richie Aprile
- Titolo originale: Toodle Fucking-Oo
- Diretto da: Lee Tamahori
- Scritto da: Frank Renzulli

### Trama
Meadow Soprano organizza una festa a base di droga e alcool nella vuota casa della nonna e viene scoperta; Tony e Carmela la puniscono privandola della carta di credito. Richie Aprile, fratello del boss scomparso, esce dal carcere, e scopre che molte cose sono cambiate: ora è Tony Soprano a comandare.
Tony e la dottoressa Melfi s'incontrano in un ristorante: per la psicologa è l'occasione di riflettere sul rapporto col suo paziente.
Richie incontra Tony. Gli confessa di non essere contento della nuova organizzazione, di volere sentirsi libero di agire per rimettersi in gioco, e Tony gli chiede di avere pazienza. 
Incontrerà anche Junior, al quale dice di essere al suo completo servizio. Ma il disappunto di Richie si concretizza nell'attentato a Peter "Beansie" Gaeta, proprietario di una pizzeria che si rifiuta di pagargli il pizzo. Travolto dall'auto di Richie, Peter potrebbe non camminare più e la cosa fa imbestialire Tony.
L'ultimo incontro di Richie è quello con Janice, con la quale ha avuto una love-story adolescenziale prima di entrare in carcere.
- Guest star: Peter Bogdanovich
- Altri interpreti: Vincent Curatola, Michele de Cesare, Paul Herman, Matthew Sussman

## Viaggio a Napoli

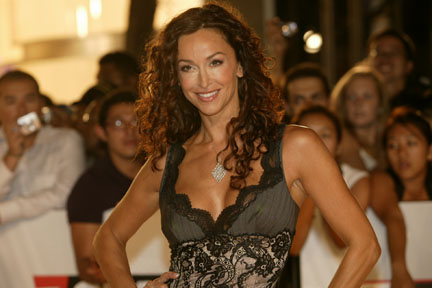
Sofia Milos-Annalisa Zucca

- Titolo originale: Commendatori
- Diretto da: Tim Van Patten
- Scritto da: David Chase

### Trama
Pussy è nervoso per via della sua collaborazione con l'FBI, e per questo trascura sua moglie, che pensa al divorzio. Un giorno, mentre si trova in un negozio assieme all'agente FBI in incognito che segue il suo caso, incontra un mafioso suo conoscente. Pussy in seguito lo va a trovare da solo a casa, e lo uccide per evitare che parli.

Tony, Paulie e Christopher partono per un viaggio d'affari a Napoli: devono accordarsi su un traffico di auto rubate con "zio Vittorio", parente alla lontana di suo padre e di zio Junior, ma ad aspettarli c'è invece Furio Giunta, responsabile dei rapporti tra famiglie italiane e americane. 
A cena scoprono che zio Vittorio è un vecchio incapace d'intendere e di volere, bloccato su una sedia a rotelle, e fanno la conoscenza della figlia Annalisa, affascinante donna italiana e moglie di Mario Zucca, vero boss della famiglia che sta scontando l'ergastolo. Tony scopre con sua grande sorpresa che è proprio Annalisa a fare le veci del marito in carcere. 
A lei propone uno sconto molto vantaggioso sulle auto, in cambio della promessa di mandare Furio a lavorare per lui in America. Dopo un primo rifiuto, Annalisa accetta.
Christopher passa tutto il soggiorno a Napoli drogandosi: Paulie dal canto suo cerca ripetutamente di instaurare un dialogo con persone del luogo, senza esito.
Al rientro dei tre nel New Jersey, le immagini di industrie e viadotti autostradali sono un amaro ritorno alla realtà dopo il loro primo, meraviglioso viaggio in Italia.
- Guest star: Vittorio Duse, David Chase, Sofia Milos

## I sogni son desideri
- Titolo originale: Big Girls Don't Cry
- Diretto da: Tim Van Patten
- Scritto da: Terence Winter

### Trama
Dominic, proprietario di un bordello, paga metà della quota che deve a Tony Soprano. Il problema verrà risolto da Furio Giunta, arrivato in America e "assunto" da Artie nel suo ristorante. In realtà lavorerà pagato da Tony stesso, che in suo onore organizza una festa in casa.
Christopher inizia un corso per sceneggiatori, regalatogli dalla sua ragazza, ma non riesce a essere soddisfatto del suo operato. 
Intanto Tony annuncia a Paulie il nuovo ordinamento: adesso è direttamente sotto di lui. Pussy si sente messo da parte. Nonostante le novità, Tony è sempre più nervoso, e si confida quindi con l'amico Hesh Rabkin, dal quale scopre che anche suo padre soffriva di attacchi di panico.
Anche Jennifer Melfi non è più serena, e decide così di ricominciare le sedute con Tony, nonostante le preoccupazioni del suo analista, convinto che Jennifer stia sviluppando un'ossessione nei confronti del "particolare" paziente.

## Giocatori accaniti

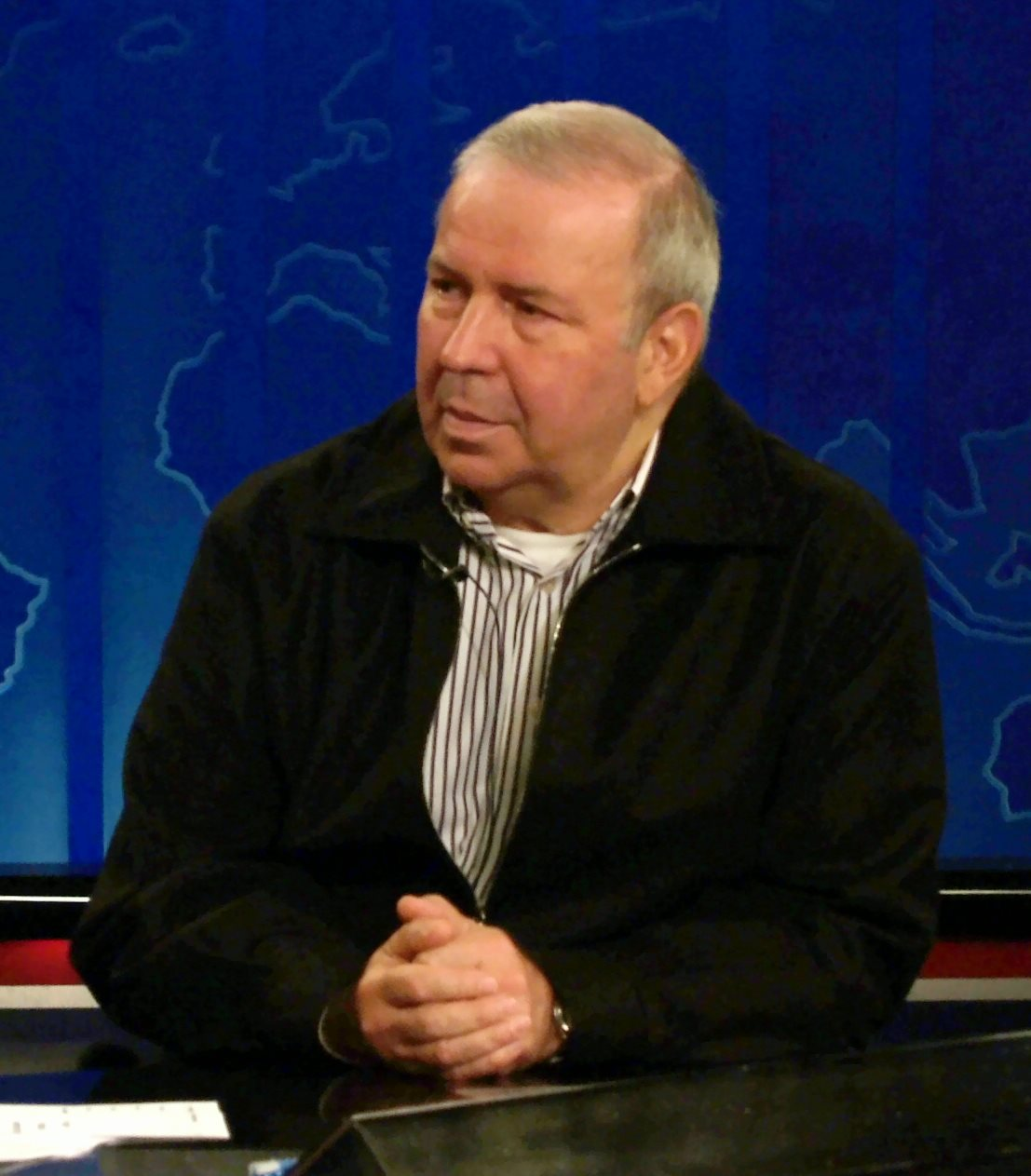
Frank Sinatra Jr., interpreta sé stesso al tavolo da poker

- Titolo originale: The Happy Wanderer
- Diretto da: John Patterson
- Scritto da: Frank Renzulli

### Trama
Tony ridà vita allo "Spennapolli", un giro di poker ad alte puntate inventato anni prima da suo padre Johnny Boy e dallo zio Junior. Il suo amico Dave Scatino, proprietario di un negozio di attrezzature sportive, insiste con Tony per prendervi parte, nonostante un grosso debito precedente con Richie Aprile. Dave riesce a sedersi al tavolo, ma ben presto s'indebita fino al collo. Dave non sa come pagare e Tony si prende la macchina di suo figlio, che regala a Meadow, la quale è disgustata quando viene a sapere della provenienza del mezzo.
- Guest star: Robert Patrick, Paul Mazursky, Frank Sinatra Jr.

## Rabbia e rimorso
- Titolo originale: D-Girl
- Diretto da: Allen Coulter
- Scritto da: Todd A. Kessler

### Trama
Tramite Adriana e il cugino Greg, Christopher conosce il regista Jon Favreau e la produttrice Amy Safir, che gli propongono di scrivere la sceneggiatura per un film sulla mafia, usando le conoscenze di Christopher sull'argomento. Chris è fortemente attratto da Amy, con cui va pure a letto, ma la relazione tra loro si rompe prima quando lui scopre che Amy ha usato per la sceneggiatura dettagli privati della sua vita da criminale, poi quando lei dichiara di non essere interessata né a lui né al suo progetto. Tony, che viene a sapere dei problemi di Chris e della sua sceneggiatura, lo pone di fronte a un'alternativa: restare nella famiglia o andarsene e seguire la propria strada. Uscito di casa, dopo aver riflettuto, rientra, giurando così fedeltà a Tony. Ma Christopher non è l'unico che crei problemi a Tony: A.J., avvicinatosi a tendenze atee e nichiliste, non vorrebbe cresimarsi e il giorno della cerimonia, Tony lo sorprende a fumare marijuana in garage. Pussy, che è stato costretto dall'FBI a portare un microfono per registrare eventuali chiacchiere d'affari di Tony e i suoi, lo consola descrivendogli suo padre come un grand'uomo. Quando A.J. se ne va, Pussy scoppia a piangere, sentendosi un traditore.

## L'agguato
- Titolo originale: Full Leather Jacket
- Diretto da: Allen Coulter
- Scritto da: Robin Green e Mitchell Burgess

### Trama
Richie Aprile, intenzionato a rendersi Tony amico, gli dona la giacca di pelle appartenuta a Rocco DeMeo, un capitano della famiglia con cui si era azzuffato anni prima, ma Tony, da sempre ostile nei confronti di Richie, la cede al marito della donna delle pulizie e Richie, quando lo scopre, ne è irritato. Christopher, dopo qualche momento di tensione, decide di rimettersi in carreggiata tornando a lavorare a pieno ritmo per Tony Soprano, rapinando negozi e case insieme a Matt e Sean. Inoltre chiede ad Adriana di sposarlo e la ragazza acconsente. Nel frattempo, Matt e Sean, frustrati dal fatto che nessuno abbia considerazione per loro e trattati male da Tony e i suoi uomini, per acquistarsi la benevolenza di Richie tendono un agguato a Christopher, che uccide Sean, ma rimane gravemente ferito, mentre Matt scappa dopo aver chiesto aiuto allo stesso Richie, che però rifiuta.

## Incubi d'inferno
- Titolo originale: From Where to Eternity
- Diretto da: Henry J. Bronchtein
- Scritto da: Michael Imperioli

### Trama
In seguito al tentativo di Matt e Sean di ucciderlo, Christopher, in ospedale, rischia la vita e viene pure dichiarato clinicamente morto per un minuto, ma poi si riprende miracolosamente. Al suo risveglio riferisce a Tony e Paulie di essere stato all'inferno, che aveva visto simile a un pub irlandese nel giorno di San Patrizio e nel quale aveva incontrato Mikey Palmice, che gli aveva ordinato di riferire a Tony e Paulie un messaggio: "alle tre...". Tony non vi presta nessuna attenzione, ma Paulie ne diventa ossessionato e comincia a fare sogni strani, inerenti Mikey Palmice. Va persino a una seduta spiritica e se ne va quando il medium sembra aver contatto con una delle sue vittime. Intanto, Pussy decide di lavorare definitivamente con l'FBI, ma l'agente con cui lavora gli ordina di stare più vicino a Tony per potergli carpire preziose informazioni per le autorità. L'occasione si concretizza presto: Matt, grazie alle dritte di Richie Aprile, viene ritrovato. Tony e Pussy lo imprigionano e lo uccidono, il secondo dopo un istante di esitazione. Poco dopo, a cena, i rapporti tra i due sono più amichevoli e distesi che mai.

## Passione incontrollabile
- Titolo originale: Bust Out
- Diretto da: John Patterson
- Scritto da: Frank Renzulli, Robin Green e Mitchell Burgess

### Trama
David Scatino è nei guai fino al collo: non può permettersi di pagare il debito che ha con Tony e Richie ed entrambi ne approfittano per stroncare la sua attività, portandolo alla bancarotta. Carmela dal canto suo conosce il cognato di Dave, Vic. I due finiscono col sentirsi molto attratti l'uno dall'altra e arrivano persino a baciarsi. Il loro breve idillio ha fine quando il cognato di Scatino scopre che colui che ha rovinato Dave è il marito di Carmela. Richie è sempre più insofferente nei confronti di Tony e prova a parlarne con Junior. Meadow riceve la lettera di accettazione da Berkley e NYU, mentre è ancora in lista di attesa per Georgetown. Nel frattempo Tony riceve la visita a casa dell'FBI: un testimone oculare lo avrebbe visto uccidere Matt insieme a un'altra persona (Pussy) che non è riuscito a identificare. Tony è per la prima volta realmente preoccupato: soprattutto lo tormenta l'idea di non poter stare più vicino a suo figlio con cui sta cercando di recuperare un rapporto solido. Quando il testimone legge su un quotidiano che l'omicidio di Matt è collegato con la famiglia Soprano, decide di ritrattare tutto.
- Guest star: Robert Patrick

## Cocaina
- Titolo originale: House Arrest
- Diretto da: Tim Van Patten
- Scritto da: Terence Winter

### Trama
Su consiglio dell'avvocato Neil Mink, Tony, per non cadere nel mirino delle autorità federali, è costretto a doversi recare al proprio fittizio posto di lavoro alla Barone Sanitari. L'impiego non gli consente ovviamente di bighellonare e divertirsi da Satriale o al Bada Bing, lo annoia enormemente e trova modo di sfogarsi solo nei fugaci momenti di sesso con un'avvenente segretaria. Fra l'altro, a dargli problemi contribuisce anche Richie Aprile, il quale ha iniziato a sfruttare le linee della Barone Sanitari per coprire il proprio giro di traffico di droga. Tony gli proibisce di continuare il giro e assume nei suoi confronti la più totale ostilità, anche se egli dovrà fidanzarsi ufficialmente di lì a poco con sua sorella Janice. Richie cerca allora il consenso del capo Albert Barese e di zio Junior per creare una fazione rivale nella famiglia che possa rovesciare Tony. Alla fine della puntata, Tony torna da Satriale e assiste a un incidente d'auto fuori dalla macelleria, dopodiché si assiste a un colloquio amichevole tra i suoi uomini e l'agente Harris. Intanto la Dr. Melfi ha sempre più problemi a controllare la sua dipendenza dall'alcool e ne parla con il suo analista.
- Guest star: Peter Bogdanovich

## Amore e pallottole
- Titolo originale: The Knight in White Satin Armor
- Diretto da: Allen Coulter
- Scritto da: Robin Green e Mitchell Burgess

### Trama
Tony e Richie sono ormai ai ferri corti. La questione dello smercio di cocaina ha creato una profonda spaccatura tra loro e il primo tenta di stroncare i tentativi del secondo di crearsi una posizione elevata in famiglia. Nel frattempo, lui e Janice si fidanzano ufficialmente e annunciano che dovranno sposarsi di lì a poco. Dopo l'ennesimo approccio mal riuscito a Tony, Richie decide di eliminarlo e cerca l'approvazione di zio Junior, al quale promette la posizione di boss. Il vecchio dapprima si mostra interessato, ma poi, quando pensa alla possibile rappresaglia di Tony qualora il piano dovesse fallire, rivela il complotto al nipote. Tony medita vendetta, ma ad anticiparlo è un avvenimento inaspettato: una sera, mentre stanno cenando, Richie e Janice parlano del figlio di primo letto di Richie, Ricky Jr., che, contrariamente a quanto vorrebbe il padre, fa il ballerino. Quando Janice avanza candidamente il sospetto che Ricky possa essere omosessuale, Richie la schiaffeggia e le ordina in maniera arrogante di servirgli la cena. Sconvolta, Janice torna sulla scena armata di pistola e gli spara al petto per poi ucciderlo definitivamente con un colpo alla testa. Disperata, chiama Tony, chiedendogli di aiutarla a disfarsi del cadavere e il fratello passa l'incarico a Christopher e Furio, che fanno a pezzi il corpo di Richie sul retro della macelleria Satriale. Il giorno dopo, Janice, su consiglio di Tony, va via dal New Jersey e torna a Seattle.
- Note: 25º episodio della serie

## L'ultima tequila
- Titolo originale: Funhouse
- Diretto da: John Patterson
- Scritto da: David Chase e Todd A. Kessler

### Trama
Poco dopo la partenza di Janice, Tony e sua sorella Barbara vanno a casa di Livia per parlarle della sua sistemazione definitiva. Quando Livia rifiuta di trasferirsi a casa di Tony o di Barbara, Tony si arrabbia molto e dà a Livia due biglietti aerei per l'Arizona (uno per lei e uno per sua sorella Quintina) e l'avverte di andarsene per il suo bene. I biglietti risultano essere rubati e Tony deve ritrovarsi di fronte a delle lungaggini burocratiche che lo portano a un passo dall'incriminazione.
Più tardi, Tony va insieme a Silvio e Pussy in un ristorante indiano per discutere di affari. Durante la notte, Tony sogna di camminare ad Asbury Park e s'incontra con Paulie, Silvio, Christopher, Hesh e Philly “Spoons” Parisi. Tony ha appena saputo che gli restano solamente sei mesi di vita a causa di una malattia terminale. Annuncia agli altri che la farà finita, si butta una tanica di benzina addosso. Si sveglia di soprassalto e va a vomitare. La mattina, scopre di avere un'intossicazione alimentare. Continua la parte di sonno e veglia, con altri strani sogni: in uno di essi viene a galla una verità che è dentro di lui, e che non vuole accettare, ossia il tradimento di Pussy. Tony si reca con Silvio e Paulie a casa di Pussy e i tre lo invitano a una gita in barca con loro. Fatto uscire con una scusa dalla sua camera da letto, Tony trova la cimice che gli aveva dato l'FBI. Prendono quindi il largo e Tony mette alle strette Pussy, parlandogli della cimice: Pussy dapprima nega, ma poi, quando capisce di essere spacciato, si rassegna. Dopo un'ultima bevuta insieme, Tony, Silvio e Paulie gli sparano e buttano il corpo in mare. 
Il giorno dopo, durante la cerimonia del diploma di Meadow, Tony annuncia a Christopher che a breve lo nominerà uomo d'onore della famiglia.